# Paolo Costoli

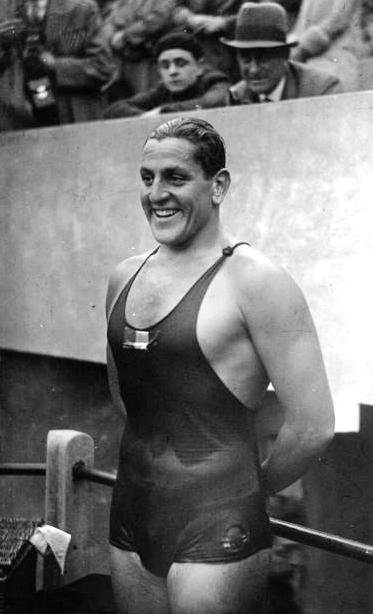
Paolo Costoli el 1931

Paolo Costoli (Florència, 12 de juny de 1910 – Brema, 28 de gener de 1966) va ser un nadador, jugador de waterpolo i entrenador italià.

## Biografia
Costoli va relegar a Renato Bacigalupo com a gran campió italià de llargues distàncies. Va ser entre 1929 i 1938 un cop campió d'Itàlia dels 100 metres lliures, tres dels 200, cinc dels 400 i set dels 1500, a banda de tres títols més en relleus. Als Campionats d'Europa va aconseguir 5 medalles en els 400, 1500 i relleus, però cap d'elles d'or. Va prendre part a les mateixes proves als Jocs de 1928 i 1932, però no es va classificar per a les finals. En la segona part de la seva carrera esportiva va destacar igualment com a jugador de waterpolo. Entre 1933 i 1937 fou quatres cops campió d'Itàlia amb el Rari Nantes Florentia. Va prendre part al Campionat d'Europa de 1938 on va acabar sisè classificat amb la selecció italiana.
En retirar-se de l'esport va començar a treballar com a entrenador al seu club de tota la vida, l'AS Roma i la selecció italiana. Desenvolupant aquesta tasca va morir en gener del 1966 en un accident aeri a Bremen, juntament amb set dels seus nedadors.